# Enis Imeri

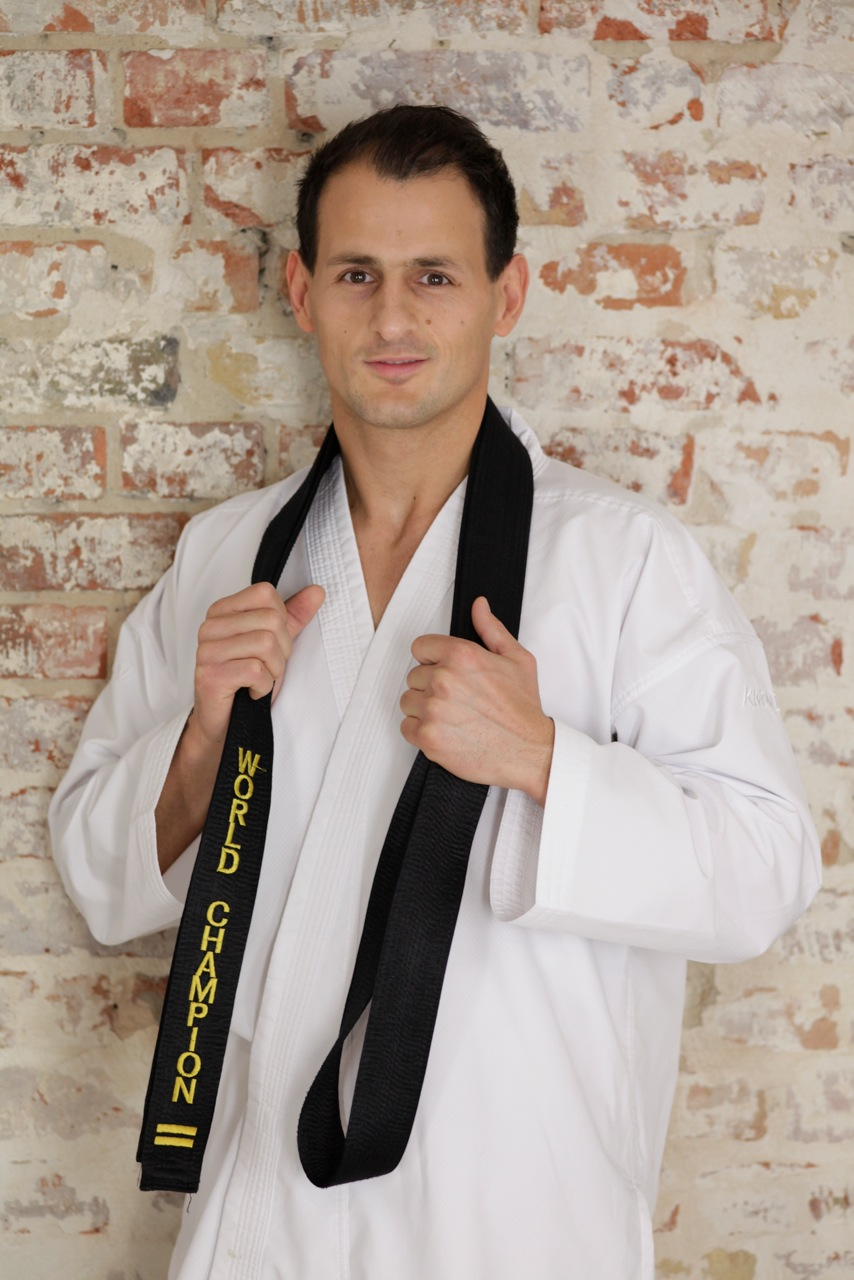
Enis Imeri im Jahr 2011

Enis Imeri (* 14. Juli 1983 in Kosovska Mitrovica, SFR Jugoslawien, heute Kosovo) ist ein Karateka, mehrfacher Landesmeister DKV in Baden-Württemberg, sechsfacher Deutscher Meister des WKA & DKV und zweifacher Weltmeister der WKA und amtierender Weltmeister der IKU 2022 in Caorle/Italien.

## Leben
Als Jüngster von vier Kindern wurde Imeri am 14. Juli 1983 in Mitrovica, Kosovo geboren. Sein Vater arbeitete im Kosovo als Gerichtsvollzieher, seine Mutter war Hausfrau.
Im Januar 1991 flüchtete seine Familie vor dem Kosovokrieg und reiste nach Deutschland ein. Vier Jahre später, im Mai 1995 entdeckte er seine Leidenschaft zum Karate und übte im Sportcenter Ravensburg unter der Leitung von Günter Mohr, der 21 Jahre lang Trainer der deutschen Nationalmannschaft war. Seinen ersten großen Sieg konnte er 1999 in Hanau, Hessen erkämpfen und wurde so Deutscher Karate Jugendmeister. Nebenher machte er auch eine Trainerausbildung (Trainer C) beim Deutschen Sportbund.
Am 10. September 2000 wurde die Familie zurück in den Kosovo abgeschoben. Zusammen mit seinem Vater und seinen zwei Brüdern flüchtete er und tauchte drei Monate unter. Im Dezember 2000 konnten sie jedoch wieder nach Deutschland zurückreisen. Im gleichen Monat trat Imeri noch zur Prüfung zum 1. Dan (schwarzer Gurt) bei seinem Trainer Günther Mohr an. Doch erneut wurde die Familie in den Kosovo abgeschoben, konnte aber im Januar 2001 wieder nach Deutschland zurückkehren und Imeri wurde in die deutsche Nationalmannschaft des Deutschen Karate Verbandes berufen. Er begann beim Karate und Judo Club Ravensburg mit seiner Arbeit als Karatetrainer, wo er vier Jahre blieb. In dieser Zeit legte Imeri auch seine Prüfung zum 2. Dan ab.
Im April 2009 eröffnete Imeri seine eigene Karateschule in Wilhelmsdorf, BW. Gleichzeitig wechselte er auch seinen Kampfsport-Fachverband zum Karate Kollegium. Im Juli 2009 bestand er die Prüfung zum 3. Dan unter der Leitung von Toni Dietl. Er gewann Gold bei den Weltmeisterschaften der WKA 2009 in Huelva, Spanien und 2010 in Edinburgh, Schottland. Währenddessen erweiterte er seine Karateschule, bildete Azubis aus und gründete weitere Schulen im näheren Umkreis. 2019 wurde die Karateschule Bundesleistungszentrum für Fudokan Karate. Im Jahr 2023 Berufung zum Bundestrainer der IKU und gewann mit seinem Team gleich die Europameisterschaft in Slowenien. 
Unter anderem ist Imeri auch Sportbotschafter des Weißen Rings, einem Verein zur Unterstützung von Kriminalitätsopfern.

## Auszeichnungen und Titel
- 2000 1. Dan
- 2003 2. Dan
- 2009 3. Dan
- 2018 4. Dan
- 2023 5. Dan Verleihung durch die World Union of Karate-do Federations
- 2005 Sportler des Jahres der Stadt Ravensburg
- 2009: 1. Platz bei der Weltmeisterschaft der WKA in Spanien
- 2010: 1. Platz bei der Weltmeisterschaft der WKA in Schottland

Außerdem:
- 1999 Deutscher Karate Jugendmeister (DKV)
- sechsfacher Deutscher Meister der (DKV, WKA, WKU)
- achtfacher Internationaler Meister der (WKA)
- mehr als zehnfacher Landesmeister (DKV, WKA) in Baden-Württemberg
- Sportbotschafter des weissen Rings (Gemeinnütziger Verein zur Unterstützung von Kriminalitätsopfern und zur Verhütung von Straftaten e. V.)
- 2023 zum Bundestrainer der (IKU) ernannt[5][6]

## Trainer Ausbildungen
- A-Trainer-Lizenz (IKU, WKU)
- A-Prüfer-Lizenz (IKU, WKU)

## Veröffentlichungen
Gemeinsam mit Natalie Cutter veröffentlichte er "Wer zurückgeht, gewinnt!", ein Sonderheft zum Gewaltpräventionstraining in der Reihe Karate Löwe. Das Heft beschreibt das Training im Umgang mit Konflikten, welches eine Grundschulklasse bei Sensei Akita durchläuft. Die Geschichte basiert auf dem von Enis Imeri entwickelten Programm: Deeskalation in drei Schritten.